# Cyclommatus metallifer isogaii
Cyclommatus metallifer isogaii es una subespecie de coleóptero de la familia Lucanidae.

## Distribución geográfica
Habita en Mangole y Taliabu, en las islas Sula (Indonesia).